# Димитър Попов (Лески)
Вижте пояснителната страница за други личности с името Димитър Попов.
Димитър Попконстантинов Попов е български революционер, деец на Вътрешната македоно-одринска революционна организация.

## Биография
Димитър Попов е роден през 1864 година в неврокопското село Лески, тогава в Османската империя, преместено днес в България. Негов по-малък брат е костурският войвода Иван Попов. През 1888 година постъпва на военна служба в Сливен, а сетне става фотограф в София. Привлечен от Борис Сарафов влиза в Македония с чета, но се разболява тежко и е принуден да се върне обратно. Помага в бомболеярницата на ВМОРО в къщата на Марко Секулички в Кюстендил. Загива при силна експлозия на 12 юни 1903 година заедно с други четирима души - 20-годишният Владимир Марков Секулички от Кюстендил, син на собственика на къщата Марко Секулички, Димитър Лимончев на 26 години от Охрид, 20-годишният Мицо Тенчев от Дойран, както и 20-годишният габровец Никола Иванов. На надгробния им паметник в Кюстендил има надпис: „Починахте вие, труженици народни, ала вашитѣ имена вѣчно ще гърмятъ изъ полята и горитѣ на родната земя“.